# Stomatosuchus inermis
Stomatosuchus inermis (il cui nome significa "coccodrillo dalla bocca disarmata") è un rettile crocodilomorfo stomatosuchide estinto, vissuto nel Cretaceo superiore (Cenomaniano, circa 100-94 milioni di anni fa), nell'odierno Egitto, Nordafrica. 

## Descrizione

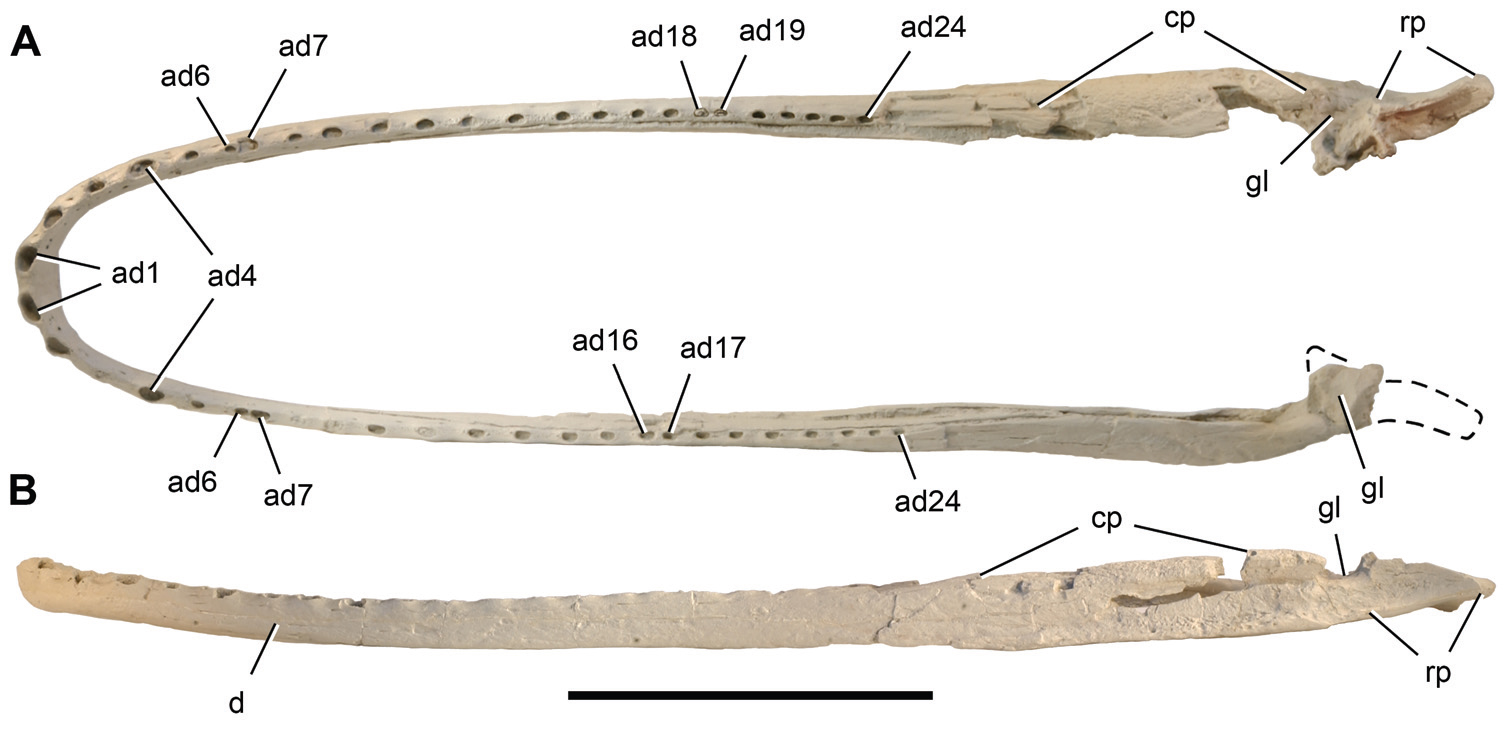
Mascella inferiore di Laganosuchus, il più stretto parente di Stomatosuchus. La forma della mascella inferiore di quest'ultimo era molto simile a quella del Laganosuchus, quindi è probabile che i due condividessero la stessa biologia, ma differivano per dimensioni.

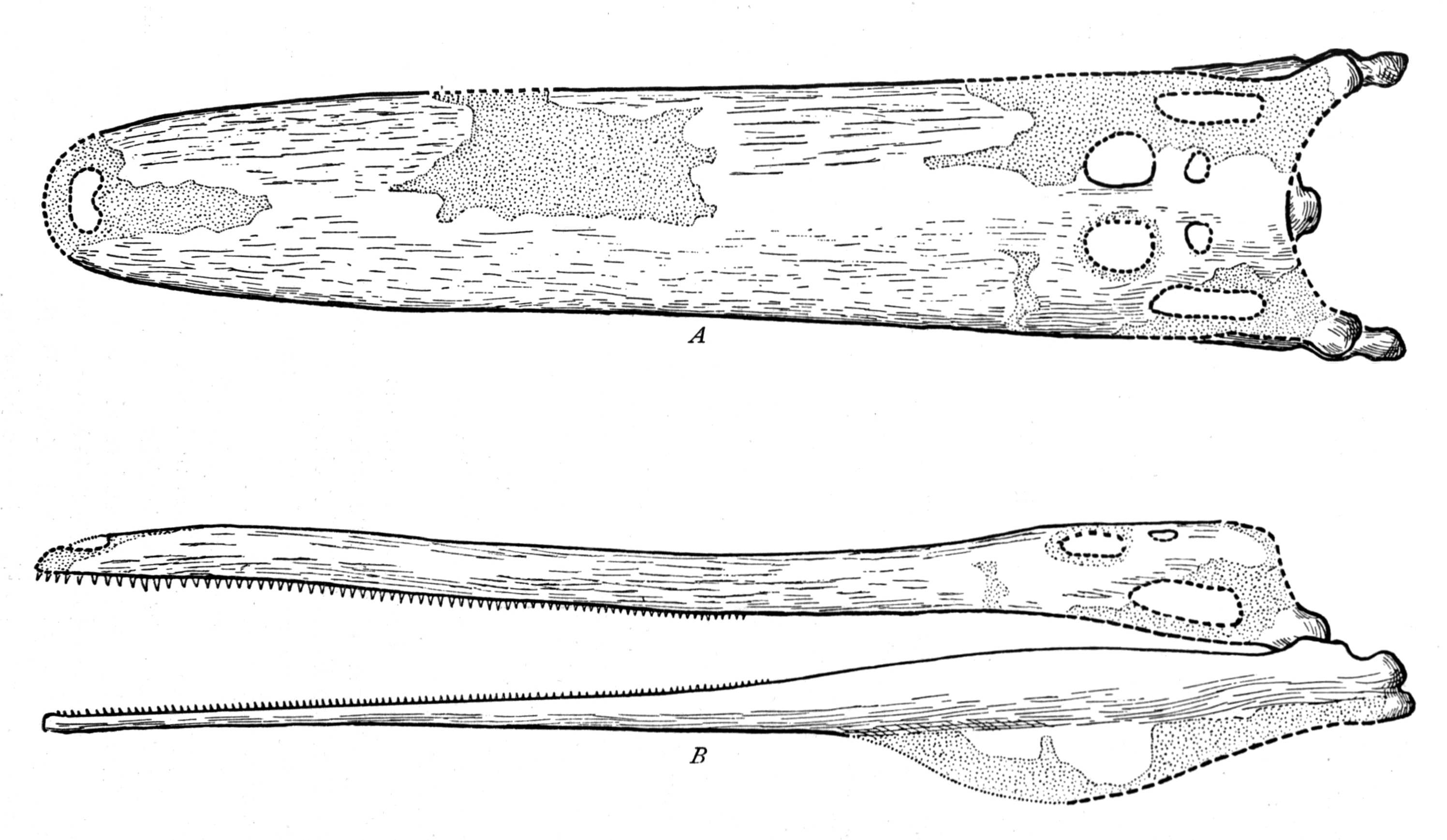
Ricostruzione del cranio di Stomatosuchus inermis

Di grandi dimensioni (la lunghezza forse arrivava a 12 metri), questo “coccodrillo” fossile aveva un aspetto decisamente bizzarro: la testa era allungata e molto larga, dotata di un'ampia bocca simile a quella di un pellicano; i denti, di forma conica, erano presenti solo nella mascella, mentre la mandibola ne era priva. Dalla conformazione delle ossa della mandibola, sembra chiaro che lo Stomatosuchus fosse dotato di una vera e propria tasca golare, che forse gli serviva per trattenere i pesci di cui si cibava dopo averli inghiottiti. Un'altra ipotesi è che lo Stomatosuchus fosse un animale filtratore, come le balene e i fenicotteri. In ogni caso, sembra che questo animale fosse incapace di tendere agguati a grossi vertebrati terrestri come invece fanno i coccodrilli odierni. È possibile che lo Stomatosuchus passasse quasi tutta la sua vita in acqua, tornando a riva solo per deporre le uova. Sono enigmatiche anche le parentele dello Stomatosuchus, sebbene le vertebre hanno una forma simile a quella riscontrata negli odierni coccodrilli, il suo parente più stretto doveva essere il Laganosuchus un altro crocodylomorpho che aveva una bocca simile a quella della Stomatosuchus ma era di dimensioni minori.

## Storia della scoperta
I resti fossili rinvenuti negli anni '10 da Ernst Stromer appartenevano a un unico esemplare ed erano costituiti da un cranio, una mandibola e alcune vertebre. Sfortunatamente, l'esemplare andò distrutto nel 1944, nel corso di un bombardamento avvenuto sulla città di Berlino, dov'erano conservati i resti. Recentemente (2009) in Niger e in Marocco sono stati ritrovati resti di un animale assai simile, denominato Laganosuchus.

## Paleoecologia
Stomatosuchus viveva in un ambiente insolitamente popolato da varie specie di coccodrilli, tra cui Libycosuchus, dal muso corto e dalle abitudini terrestri e Aegyptosuchus peyeri. La zona era abitata anche da grandi dinosauri carnivori come Spinosaurus e il misterioso Bahariasaurus e da pochi giganteschi erbivori come Aegyptosaurus e Paralititan.